# Wangwu (köpinghuvudort i Kina, Hainan Sheng, lat 19,66, long 109,29)
Wangwu är en köpinghuvudort i Kina. Den ligger i provinsen Hainan, i den södra delen av landet, omkring 120 kilometer väster om provinshuvudstaden Haikou. Antalet invånare är 24 274. Befolkningen består av 11 405 kvinnor och 12 869 män. Barn under 15 år utgör 23,0 %, vuxna 15-64 år 67 %, och äldre över 65 år 8,0 %.
Runt Wangwu är det ganska tätbefolkat, med 239 invånare per kvadratkilometer. Närmaste större samhälle är Xinzhou, 6,8 km norr om Wangwu. Trakten runt Wangwu består till största delen av jordbruksmark.
Genomsnittlig årsnederbörd är 2 285 millimeter. Den regnigaste månaden är juli, med i genomsnitt 445 mm nederbörd, och den torraste är februari, med 19 mm nederbörd.